# Кэррис, Джордж
Джордж Кэ́ррис (англ. George Karrys; 23 сентября, 1969, Торонто, Онтарио, Канада) — канадский кёрлингист, спортивный журналист, спортивный функционер, тренер по кёрлингу.
Играл на позиции первого. Входил в состав сборной Канады, выигравшей серебряные медали на зимних Олимпийских играх 1998 в Нагано (Япония). Завершил карьеру кёрлингиста в 2003.
В 2003—2014 был сотрудником Всемирной федерации кёрлинга по связям со СМИ.
Является главным редактором и владельцем популярных интернет-изданий о кёрлинге The Curling News и Curling Guy. Как спортивный журналист, специализирующийся на кёрлинге, сотрудничал со многими СМИ — например, с National Post, Toronto Sun, Vancouver Sun, Ottawa Citizen, FAN 590 all-sports radio, Rogers Television, CBC Sports, CBC Newsworld, Sportsnet. Был консультантом на съёмках художественного фильма о кёрлинге «Парни с метлами».

## Достижения
- Зимние Олимпийские игры: серебро (1998).
- Канадский олимпийский отбор по кёрлингу: золото (1997).

## Команды
| Сезон   | Четвёртый       | Третий         | Второй         | Первый          | Запасной   | Турниры              |
| ------- | --------------- | -------------- | -------------- | --------------- | ---------- | -------------------- |
| 1985-86 | Майк Харрис     | Lee Charpenter | Джордж Кэррис  | Todd Macklin    |            | ЧКЮ 1986 (6 место)   |
| 1992-93 | Майк Харрис     | Ричард Харт    | Коллин Митчелл | Джордж Кэррис   |            |                      |
| 1994-95 | Майк Харрис     | Ричард Харт    | Джордж Кэррис  | Todd Tsukomoto  |            |                      |
| 1996-97 | Майк Харрис     | Ричард Харт    | Коллин Митчелл | Джордж Кэррис   |            |                      |
| 1997-98 | Майк Харрис     | Ричард Харт    | Коллин Митчелл | Джордж Кэррис   | Пол Сэвидж | КООК 1997 · ЗОИ 1998 |
| 1998-99 | Майк Харрис     | Ричард Харт    | Коллин Митчелл | Джордж Кэррис   |            |                      |
| 1999-00 | Майк Харрис     | Ричард Харт    | Коллин Митчелл | Джордж Кэррис   |            |                      |
| 2000-01 | Brent MacDonald | Gary Greening  | Джордж Кэррис  | Garth Von Hagen |            |                      |
| 2003-04 | Rob Lobel       | Steven Lobel   | Steve Small    | Джордж Кэррис   |            |                      |
| 2004-05 | Rob Lobel       | Steven Lobel   | Steve Small    | Джордж Кэррис   |            |                      |

(скипы выделены полужирным шрифтом; см. также)

## Результаты как тренера национальных сборных
| Год  | Турнир                            | Команда           | Место |
| ---- | --------------------------------- | ----------------- | ----- |
| 2002 | Чемпионат Европы по кёрлингу 2002 | Андорра (мужчины) | 20    |
| 2002 | Чемпионат Европы по кёрлингу 2002 | Андорра (женщины) | 17    |